# Brugine
Brugine (Brùxene in veneto) è un comune italiano di 7 153 abitanti della provincia di Padova in Veneto.

## Geografia fisica
Il comune di Brugine è situato nella pianura a sud di Padova, da cui dista circa 17 chilometri, ed è bagnato dai corsi d'acqua Fiumicello e la Schilla.
Brugine confina, a est con il comune di Piove di Sacco, a nord con Legnaro e Sant'Angelo di Piove di Sacco, ad ovest e a sud-ovest con Bovolenta e Polverara, e a sud con Pontelongo.

## Storia

### Simboli
Lo stemma comunale e il gonfalone sono stati concessi con decreto del presidente della Repubblica del 24 agosto 1954.
Lo stemma era in uso al Comune già dall'inizio del XX secolo, come testimoniato dal fascicolo istruttorio per la concessione dello stemma del 1952 conservato presso l'Archivio Centrale dello Stato di Roma e da alcuni documenti ritrovati nell'archivio comunale. Le comete rappresentano Brugine e Campagnola e le stelle la parrocchia del Santissimo Salvatore di Brugine e quella dell'Ecclesia Santa Maria de la Campagnola.
Il gonfalone è un drappo partito di bianco e d'azzurro.

## Monumenti e luoghi d'interesse

### Chiesa di Brugine
La chiesa di Brugine è dedicata al Santissimo Salvatore

### Chiesa di Campagnola
La prima chiesa (compare come data certa il 1297) era dedicata a Santa Maria e appartiene probabilmente al periodo longobardo (S. Maria de la Campagnola). Nel 1489 ad una visita pastorale invece la chiesa risulta intitolata a Santa Maria e San Pietro, mentre nel 1571 rimane solo il nome di San Pietro per diventare successivamente Santi Pietro e Paolo.
L'attuale chiesa invece venne eretta nel 1755-58 e dedicata ai Santi Pietro e Paolo.
Altri monumenti presenti nel territorio bruginese:
- capitello della madonna, posto all'inizio di via Conche
- chiesetta di via Porto Inferiore, costruita per volere e con i mezzi degli abitanti della contrada
- capitello posto all'inizio di via Ospitale
- chiesetta di via Arzerini, costruita dal sacerdote per volere degli abitanti

Merita menzione Villa Roberti - Bozzolato - Brugine costruita sopra le fondamenta del castello dei Maccaruffo di cui rimane la torretta.

## Società

### Evoluzione demografica
Abitanti censiti

## Geografia antropica

### Frazioni
Il comune di Brugine riconosce una sola frazione: Campagnola. 
Oltre alla frazione vi sono diverse località:
- Arzerini: agglomerato di abitazioni poste lungo la strada. È presente una piccola chiesetta;
- Ardoneghe: agglomerato di abitazioni divise tra il comune di Brugine e di Legnaro;
- Ospitale: nucleo posto tra i comuni di Brugine e Piove di Sacco;
- Fiumicello: abitato posto in ambo le rive dell'omonimo corso d'acqua.

### Contrade
Facilmente suddivisibile in contrade si contano le seguenti:
- Centro (centro dei paesi di Campagnola di Brugine e Brugine)
- Buzzacarina (il cui nome deriva dalla famiglia nobile dei Buzzacarini che a Campagnola avevano la residenza estiva)
- Conche (zona palustre bonificata con lo scavo della fossa Schilla e dello Scolo Altipiano)
- Porto (località dove sorgeva un antico porto fluviale del fiume Medoacus Minor)
- Rialto (parte periferica del centro di Campagnola di Brugine)
- Arzerini (piccolo villaggio in cui risiede una piccola chiesetta intitolata a S. Maria Assunta)
- Ardoneghe (località divisa tra i comuni di Brugine e Legnaro)

## Amministrazione
L'amministrazione bruginese ha sede nel comune omonimo in via Roma posta al centro del paese.
Il municipio è di dimensioni normali, posto a fronte strada.
Nel 1993 viene introdotta l'elezione diretta del sindaco da parte dei cittadini, secondo quanto riportato nella legge n. 81 del 25 marzo dello stesso anno. Di seguito vengono riportati i sindaci di Brugine dal 1995 ad oggi.
| Sindaco          | Partito                                      | Periodo        | Elezione |
| ---------------- | -------------------------------------------- | -------------- | -------- |
| Francesco Salata | Lista civica                                 | 1995-1999      | 1995     |
| Francesco Salata | Lista civica                                 | 1999-2004      | 1999     |
| Silvia Salvagnin | Lista civica                                 | 2004-2009      | 2004     |
| Davide Zanetti   | Lista civica                                 | 2009-2014      | 2009     |
| Michele Giraldo  | Lista civica di centro-destra Insieme si può | 2014-2019      | 2014     |
| Michele Giraldo  | Lista civica di centro-destra Insieme si può | 2019-2024      | 2019     |
| Michele Giraldo  | Lista civica di centro-destra Insieme si può | 2024-in carica | 2024     |